# Sanékuy
Sanékuy is een gemeente (commune) in de regio Ségou in Mali. De gemeente telt 15.700 inwoners (2009).